# Скансано
Скансано (итал. Scansano) — коммуна в Италии, располагается в области Тоскана, в провинции Гроссето.
Население составляет 4406 человек (2008 г.), плотность населения составляет 16 чел./км². Занимает площадь 274 км². Почтовый индекс — 58054. Телефонный код — 0564.
Покровителем коммуны почитается святой Иоанн Креститель, празднование 29 августа.

## Демография
Динамика населения:

## Администрация коммуны
- Официальный сайт: http://www.comune.scansano.gr.it/